# سيتارد- خيلين
سيتارد- خيلين Sittard-Geleen  بلدية بمقاطعة ليمبورخ، هولندا.

## طوبوغرافيا
خريطة طوبوغرافية هولندية لبلدية سيتارد- خيلين، يونيو 2015، (تقرأ بعد ثلاث نقرات على الخريطة)

## توأمة
لسيتارد- خيلين اتفاقيات توأمة مع كل من:
- بوبلينغين
- بونتواز
- برغاما (2001 - )[5]

## أعلام
- رود بويمانس